# Ceratium
Ceratium је род ватрених алги које припадају реду Gonyaulacales (раније, Peridinales).

## Грађа
Врсте овог рода имају монадоидни ступањ организације. Као и други представници свог реда, имају јасно диференциран панцир сачињен од целулозних полигоналних плочица. Од тих плочица полази више роголиких израштаја чија је улога да повећа трење и олакша лебдење алге у води. Један израштај је обавезно већи од других. Израштаји својом величином могу да премашују само тело алге. Дужина израштаја варира од врсте до врсте, па чак и иста врста нема исту дужину израштаја у сваком годишњем добу. Врсте које живе у топлијој води имају дуже израштаје.

## Кретање
Крећу се уз помоћ бичева које задржавају и током деобе.

## Исхрана
На трбушној страни панцира налази се пукотина кроз коју вире бичеви способни да прихвате и чврсте делове хране. Ипак, ове алге садрже хлоропласте и хране се аутотрофно.

## Размножавање
Размножавају се деобом, која је увек коса, што је одлика целог реда. Прво се дели једро, а потом и панцир и цитоплазма. Новонастале јединке задржавају по половину панцира, а другу половину временом надограђују. Марински облици након деобе могу остати међусобно спојени панциром.

## Споре
Споре им се одликују дуготрајном клијавошћу. Познат је случај спора Ceratium-а које су проклијале након шест година мировања у муљу циришког језера. Презимљују у облику трајних спора.

## Станиште
Већина врста живи у планктону мора, али има и слатководних врста.

## Значај
Врсте Ceratium су значајни продуценти органске масе у води.

## Врсте
Познато је око 80 врста овог рода. Неке од њих су: